# Racconti a due piazze
Racconti a due piazze (Le Lit à deux places) è un film a episodi del 1966 diretto da Jean Delannoy, Gianni Puccini, Alvaro Mancori e François Dupont-Midy.

## Trama
Primo episodio: una notte di promiscuità per gli ospiti di una locanda.
Secondo episodio: un professore di psicologia viene scambiato per il cosiddetto "mostro della pineta", accusato di avere aggredito alcune ragazze. Per dimostrare la sua vera identità l'uomo deve affrontare molte peripezie.
Terzo episodio: un signore offre dei soldi a una ragazza sconosciuta perché stia con lui, soldi che in realtà arrivano dal fratello della sconosciuta, che lo aveva incaricato di consegnarglieli.
Quarto episodio: marito e moglie napoletani escogitano un sistema per far soldi: l'uomo si finge morto e la moglie si prostituisce per dare degna sepoltura al marito.